# 湯ノ岱駅

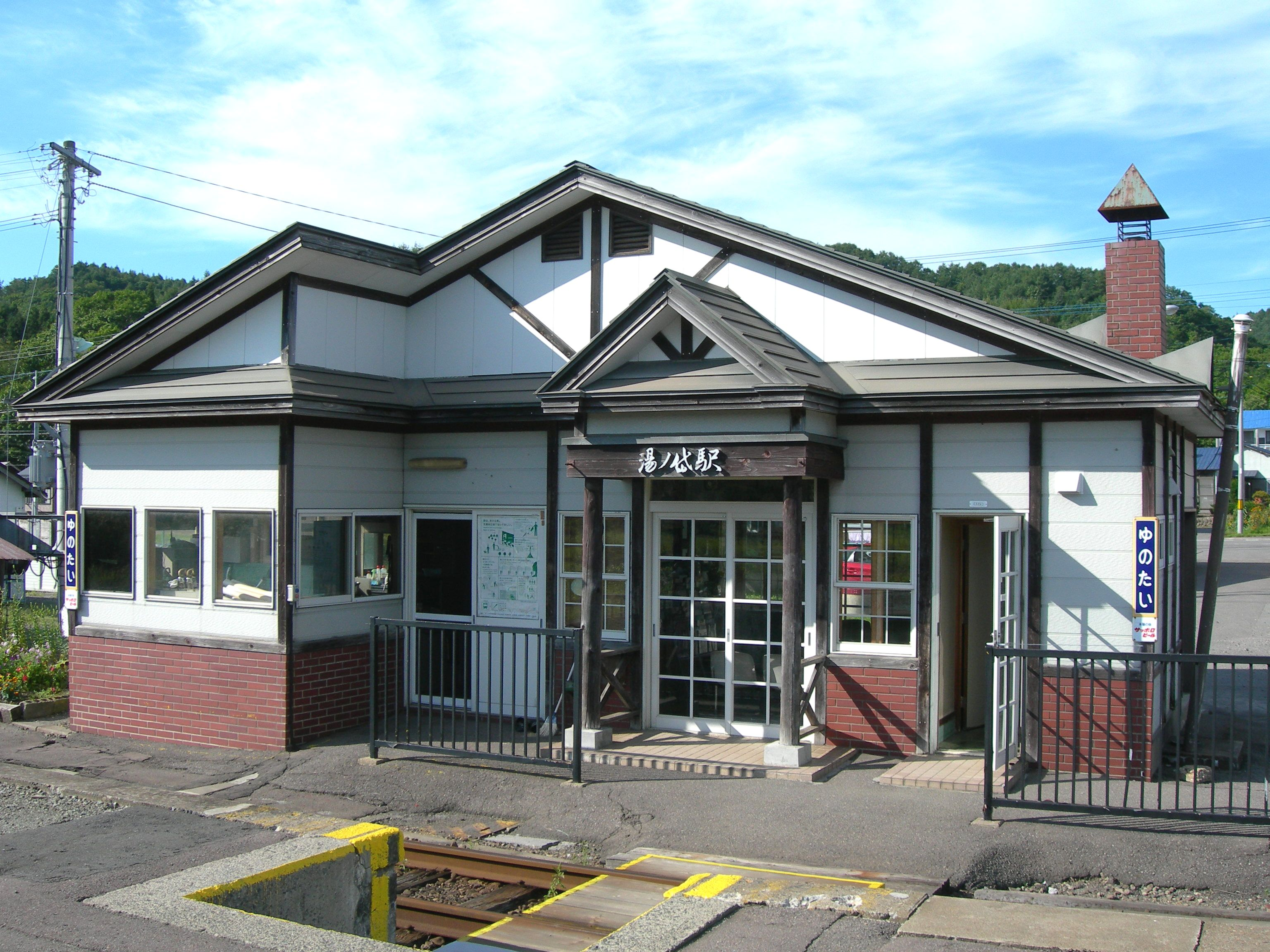
湯ノ岱駅舎（構内から）
（2011年8月）

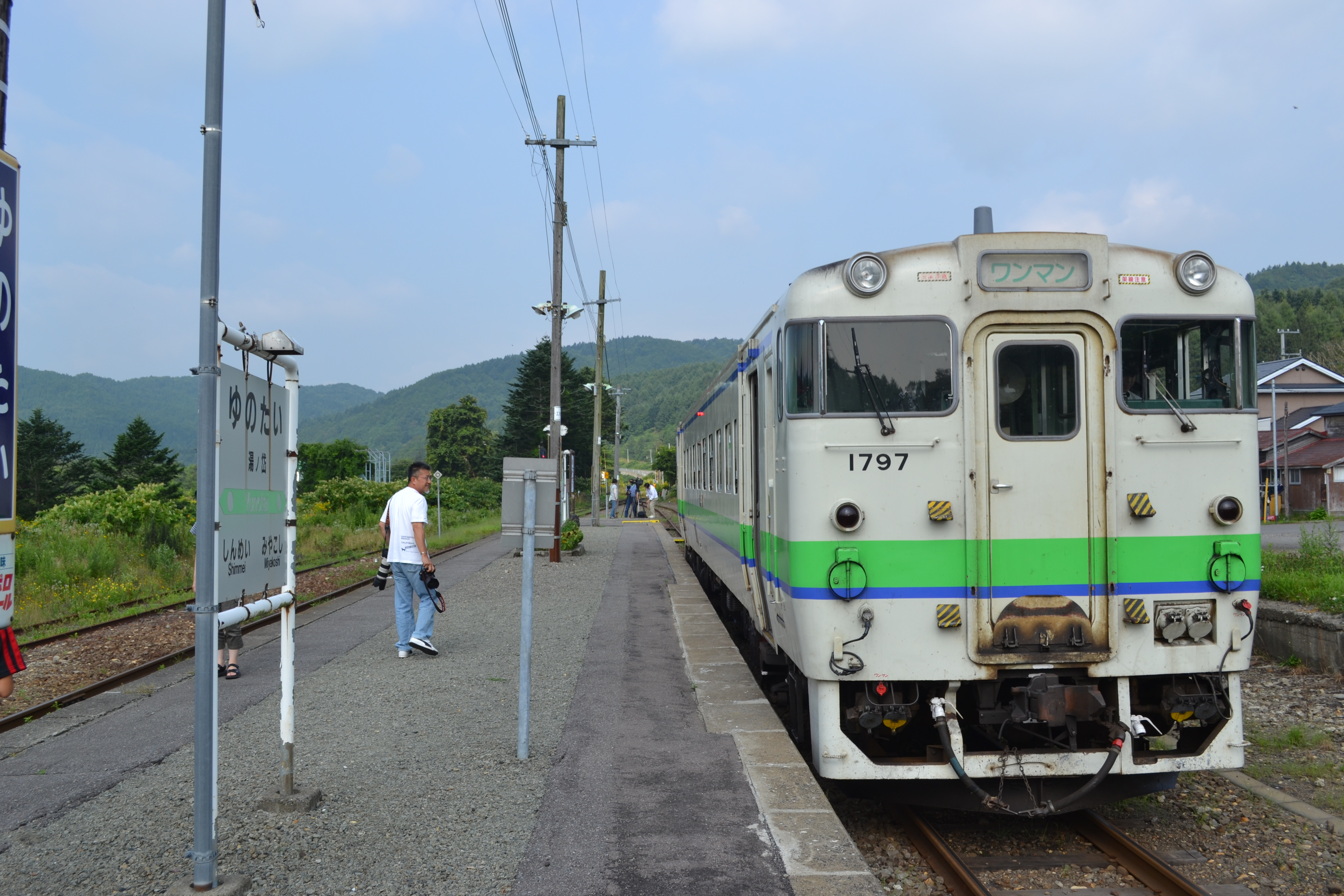
停車中の列車（2013年8月）

湯ノ岱駅（ゆのたいえき）は、かつて北海道檜山郡上ノ国町字湯ノ岱にあった、北海道旅客鉄道（JR北海道）江差線の駅（廃駅）。電報略号はユノ。事務管理コードは▲141413。

## 歴史

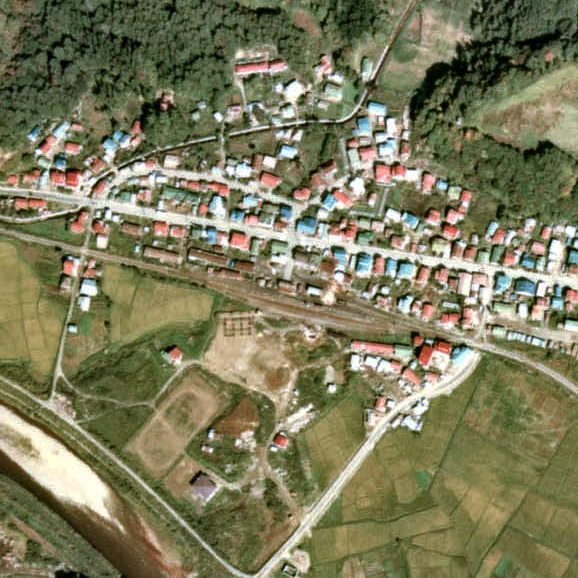
1976年の湯ノ岱駅と周囲約500m範囲。左が江差方面。島式ホーム1面2線のほか駅舎横木古内側の貨物ホームへ引込線、駅裏側に2本の留置線を有している。

- 1935年（昭和10年）12月10日：国有鉄道（鉄道省）上磯線の木古内駅 - 当駅間開通に伴い、一般駅として開業。
- 1936年（昭和11年）11月10日：当駅 - 江差駅間開通に伴い、上磯線が江差線に改称。
- 1949年（昭和24年）6月1日：日本国有鉄道法施行に伴い、日本国有鉄道（国鉄）に継承。
- 1982年（昭和57年）11月15日：貨物取り扱い廃止[1]。
- 1984年（昭和59年）2月1日：荷物取り扱い廃止[1]。
- 1987年（昭和62年）4月1日：国鉄分割民営化により北海道旅客鉄道（JR北海道）に継承。
- 1989年（平成元年）12月25日：駅舎改築、山小屋風の外観となる[1]。
- 2002年（平成14年）4月1日：管理駅から江差駅の被管理駅となった。但し、駅員は同駅湯ノ岱在勤でそのまま配置されていた[1]。
- 2014年（平成26年）5月12日：江差線の木古内駅 - 江差駅間の廃止に伴い廃駅[3]。

### 駅名の由来
地名より。江戸期からの古い地名であり、付近に湧出する冷泉から名づけられた。

## 駅構造
島式ホーム1面2線をもつ地上駅。列車同士の行き違いが可能であり、留置線もあった。行き違いは朝の2回のみであった。スプリングポイントのため、ポイント切り替え作業はなかった。夜間滞泊等による留置等で江差方面へ折り返す運用がある場合は駅員による手動での切り替え作業は存在していた。木古内駅から来た列車は当駅が最後の交換駅となっていた。当駅から終着の江差駅までは1閉塞となっていた。
江差駅管理の社員配置駅であった。運転取扱業務のため終日駅員が配置されていた。元々は管理駅であったが、組織再編により江差駅の管理下となった。そのため駅長の配置はなくなり、同駅助役湯ノ岱在勤が配置され、湯ノ岱駅長を兼務していた。駅員は計3名配置（廃駅時）。
冬期間は除雪のため江差駅での留置ができないため、当駅 - 江差間の気動車回送が行われていた。そのため乗務員宿泊所を備えていた。
駅舎には待合室と出札窓口があり、乗車券・回数券・自由席特急券（いずれもJR北海道完結）とも補充券での発行となっていた。但し、桂岡・上ノ国・江差・木古内・函館の各駅までは常備券が存在していた。本州方面への長距離乗車券・指定券は補充券にて発行していた。

### のりば
| 1 | 江差線 | 木古内・函館方面 |
| 2 | 江差線 | 上ノ国・江差方面 |

## 利用状況
| 乗車人員推移 | 乗車人員推移     |
| 年度         | 一日平均乗車人員 |
| ------------ | ---------------- |
| 2011         | 12               |
| 2012         | 11               |
| 2013         | 23               |

## 駅周辺
- 上ノ国町役場湯ノ岱出張所[1]
- 江差警察署湯ノ岱駐在所[1]
- 湯ノ岱郵便局
- 湯ノ岱温泉[1]

## 駅跡
函館バスの江差線廃止代替路線「江差木古内線」が転換直後から旧駅前まで乗り入れ、「湯ノ岱」バス停が設置された。
2018年にプラットホームや駅舎がすべて撤去され、跡地には同年12月1日に集会施設、バス待合所、役場出張所、消防施設をまとめた複合施設が完成した。建物の一部には、江差線で使用されていたレールが用いられている。

## その他
- 1988年頃放映されたニコンのCMに、当駅が登場したことがある。

## 隣の駅
北海道旅客鉄道（JR北海道）
江差線
神明駅 - 湯ノ岱駅 - 宮越駅